# Conistra rufo-caerulescens
Conistra rufo-caerulescens är en fjärilsart som beskrevs av Barend J. Lempke 1946. Conistra rufo-caerulescens ingår i släktet Conistra och familjen nattflyn. Inga underarter finns listade i Catalogue of Life.